# ایلوش وای
ایلوش وای (مجاری: Ilus Vay؛ ‏ ۲۰ فوریهٔ ۱۹۲۳ – ۲۸ اکتبر ۲۰۰۸) بازیگر و صداپیشه اهل مجارستان بود.
از فیلم‌ها یا مجموعه‌های تلویزیونی که وی در آن‌ها نقش داشته‌است، می‌توان به عنکبوت آبی و تیلز، بلای جان گربه‌ها اشاره نمود.